# Östlicher Kurzschwänziger Bläuling
Der Östliche Kurzschwänzige Bläuling (Cupido decolorata) ist ein sehr kleiner Schmetterling aus der Familie der Bläulinge (Lycaenidae), der in Ost- und Südosteuropa vorkommt. An den Hinterflügeln hat er ein kurzes Schwänzchen, wodurch er innerhalb der Gattung Cupido zur Untergattung Everes zählt.

## Beschreibung

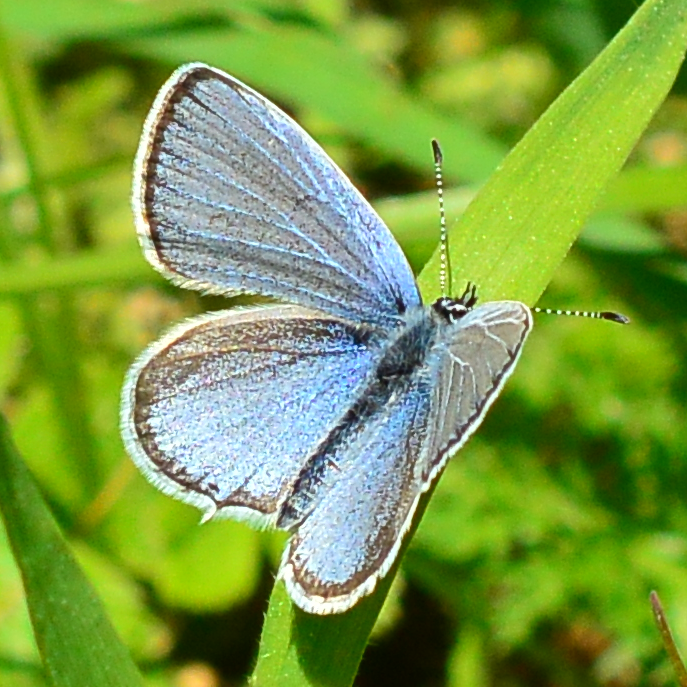
Männchen

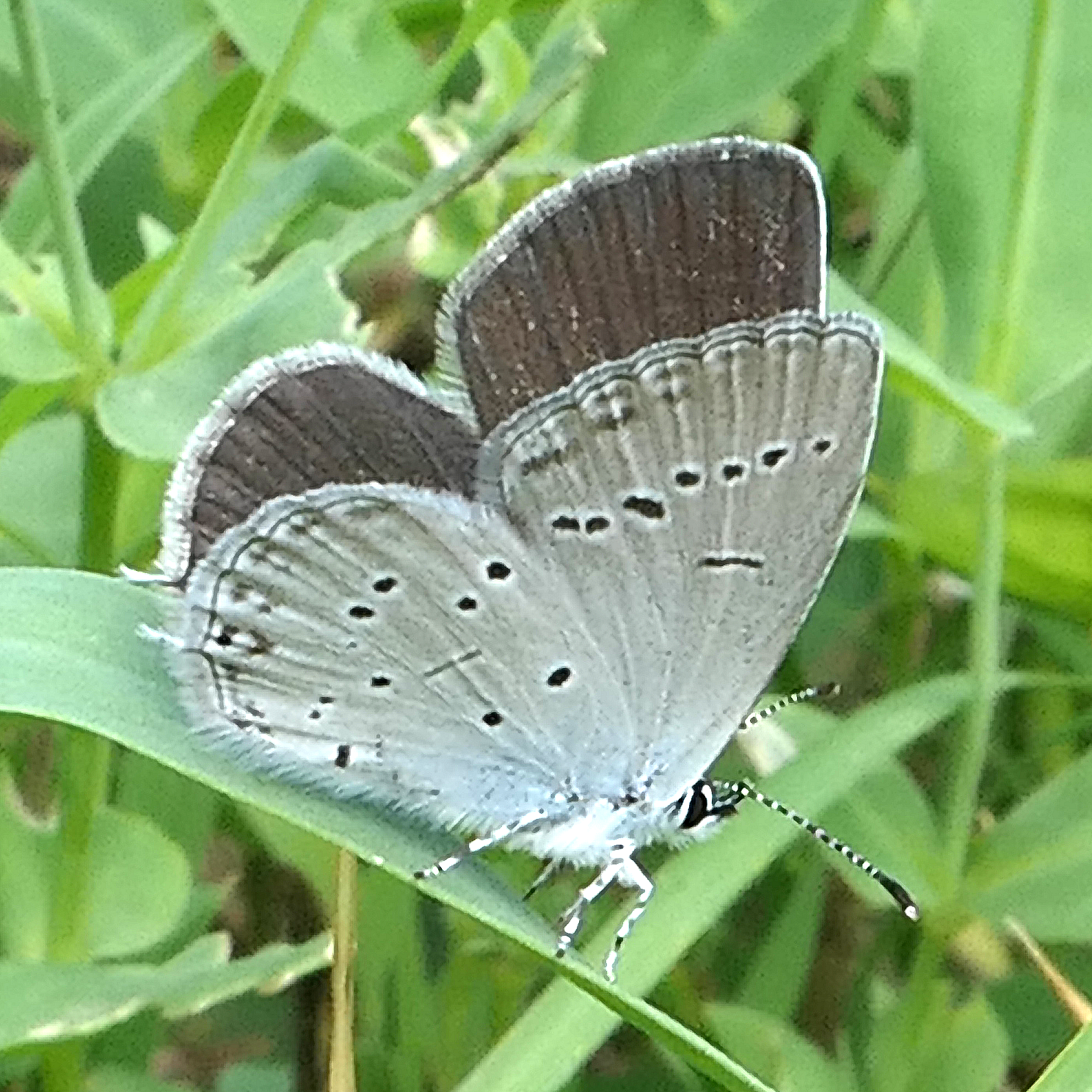
Weibchen

Die Flügelspannweite dieses kleinen Bläulings reicht bis zu 22 Millimeter. Die Flügelunterseite ist hellgrau. An den Hinterflügeln ist ein kurzer Fortsatz zu sehen, durch den er den beschreibenden Namen „Kurzschwänziger“ hat. Dort am Analwinkel der Flügelunterseite befindet sich manchmal ein zarter, oranger Randpunkt. Auf der Unterseite gibt es einige unregelmäßig verteilte, schwarze Punkte mit weißer Umrahmung. Die Fransen sind hell und ungescheckt. Auf der Flügeloberseite zeigt sich der Sexualdimorphismus: Das Männchen ist fahl-blau oder schmutzigblau mit einem ausgeprägten, unklar abgegrenzten schwarzen Rand, der ein wenig entlang der Venen verläuft. Am Vorderflügel ist ein schmaler Zellstrich, auch Diskoidalfleck genannt, zu sehen. Die Oberseite des Weibchens ist dunkel schokobraun.

## Lebensweise

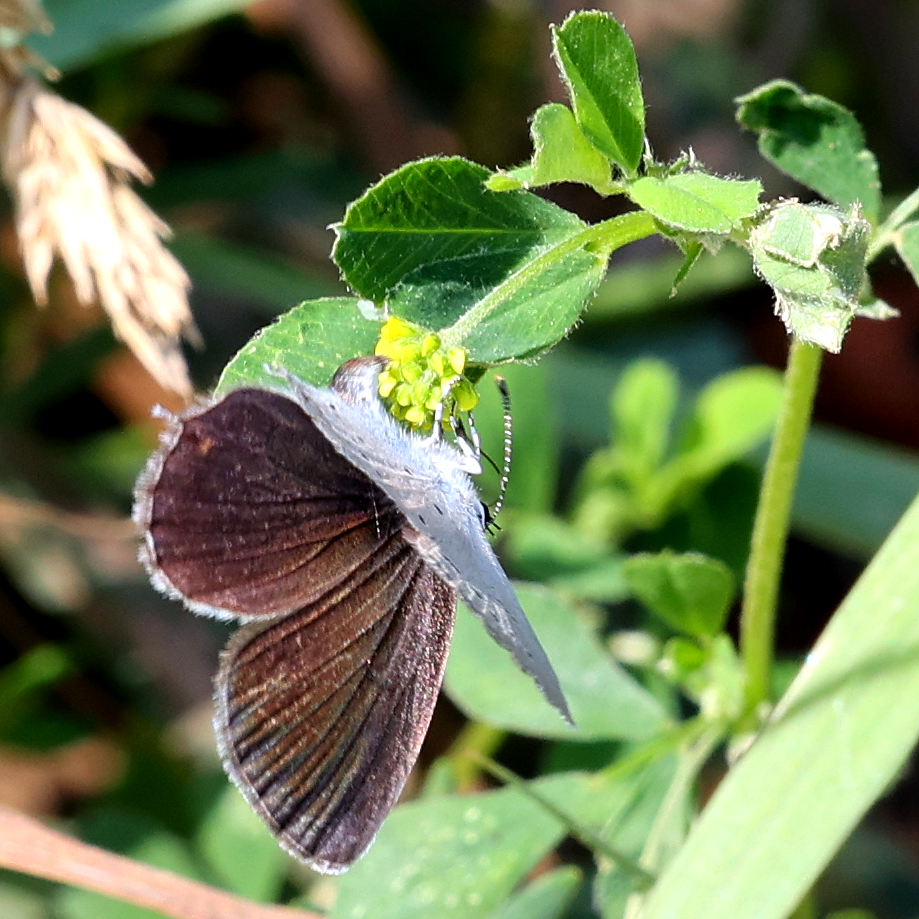
Weibchen bei der Eiablage

Dieser wärmeliebende Tagfalter besiedelt von Mai bis September sonnige Lichtungen von Laubwäldern. Das Weibchen legt mehrere Eier in die Blütenstände vorwiegend des Hopfenklees (Medicago lupulina). Die Raupen ernähren sie sich von den Blüten und Früchten, notfalls auch von den Blättern. Die erwachsenen Raupen überwintern am Boden unter dürren Blättern. Zur Verpuppung wählt die überwinternde Raupengeneration trockenes Material, die weiteren ein bis eventuell zwei Generationen überspinnen die Blattoberfläche zwischen geschützten Stellen von Blättern. Sie umgürten den Thorax mit einem Faden.

## Verbreitung
Diese euro-meridionale Art kommt sehr lokal in warmen Gegenden vom südlichen Zentraleuropa südostwärts über den Balkan bis Südrussland vor, etwa ab Südpolen, Tschechien, Slowakei, Ostösterreich und Balkan ostwärts.

## Ähnliche Arten
- Der Kurzschwänzige Bläuling (Cupido argiades) hat zwei deutliche orange Punkte am Analwinkel auf der Unterseite des Hinterflügels.
- Der Südliche Kurzschwänzige Bläuling (Cupido alcetas) hat ebenfalls nur einen oder keinen orangen Punkt am Analwinkel auf der Unterseite des Hinterflügels. Das Männchen hat aber auf der Oberseite des Vorderflügels keinen Zellstrich.[2] Außerdem fliegt er zusätzlich im südlichen Westen Europas.[3]

## Synonyme
Everes sebrus (Hübner, 1824), Cupido sebrus (Hübner, 1818–1827), Papilio sebrus (Hübner, 1818–1827), Polyommatus nicias (Meigen, 1830), Polyommatus saportoe (Duponchel, 1832).